# نفر من الجن
رواية نفر من الجن هي رواية للكاتب الأردني أيمن العتوم، صدرت طبعتها الأولى عام 2014 عن المؤسسة العربية للدراسات والنشر، وتقع الرواية في 392 صفحة من القطع المتوسط، وتتمازج في الرواية العوالم المختلفة وتتداخل التواريخ بطريقة فريدة وتتخذ من الحدث والاسم التاريخي والنبوءات الدينية رموزاً أضفت على الرواية جواً جعلها أكثر من مجرد رواية، مما يشد القارئ لمواصلة قراءتها.

## القصة
تدور أحداث الرواية في عوالم مختلفة وتواريخ متعددة، فتبدأ حيث الدهماء وتنتهي حيث المعركة الأخيرة بين الحق والباطل. وقد كانت كل من شخصيتي رضى ومسعود الشخصيتين الرئيستين في الرواية؛ ففي حين كان رضى يمثل الخير المطلق، مثل مسعود دور المناضل عن الباطل والصاد عن الحق، وكان للجن والشياطين دور كبير ومحوري في أحداث الرواية المتعددة، فقد كانت كالبشر تماما، تتصارع فيما بينها؛ فريقُ خير وفريقُ شر، وأراد الكاتب من كسر الحواجز بين الإنس والجن في الرواية أن يقول أن الصراع بين الخير والشر، وليس بين أجناس وأمم مختلفة. وقد استدعى الكاتب المعتقد الإسلامي في نزول عيسى ابن مريم في نهاية القصة، مما يدل على أن الصراع بين الخير والشر سنة كونية، ولكن عاقبة الفوز ستكون لأهل الخير في النهاية.

## من الشخصيات
- رضى
- أم سليم
- سرحان
- علام
- الشيخ عايد
- سرمد
- قطرب
- رضوان
- الأستاذ
- الراعي احميد
- الحوار شروف
- ملوك الدول تحت إمرة مسعود
- وزراء مسعود
- مسعود
- مجيدة أم مسعود

## وصلات خارجية
- صفحة الشاعر والكاتب أيمن العتوم على موقع Facebook  على فيسبوك.
- صفحة الشاعر والكاتب أيمن العتوم على موقع Twitter
- صفحة الشاعر والكاتب أيمن العتوم على موقع Goodreds